# Y: The Last Man
Y: The Last Man ist eine postapokalyptische Science-Fiction-Comicserie des Autors Brian K. Vaughan. Im Mittelpunkt der Serie stehen Yorick Brown und sein Kapuzineräffchen Ampersand, die anscheinend als einzige männliche Säugetiere einen globalen Androzid überlebt haben. Die 60 Ausgaben erschienen zwischen 2002 und 2008 bei Vertigo, dem Imprint des US-amerikanischen Comicverlags DC Comics. Die Zeichnungen stammen größtenteils von Pia Guerra. Die Serie wurde 2003 als Beste Neue Serie und sowohl 2005 als auch 2006 als Beste Fortlaufende Serie für den Eisner Award nominiert.

## Inhalt

### Unmanned (#1–5)
Yorick Brown, der Hauptcharakter dieser Serie, benannt nach einem Hofnarr in Shakespeares Hamlet, ist wie sein Namensgeber eine ambivalente Figur. Einerseits ist der Hobby-Magier ein heller Kopf, schlagfertig und witzig, der zu jeder Situation den richtigen Spruch bereithat; andererseits ist er ein Tollpatsch, unbeholfen und naiv, der keine Gelegenheit auslässt, sich und seine Begleiterinnen in akute Lebensgefahr zu bringen.
Am 17. Juli 2002 sterben alle männlichen Säugetiere auf der Erde aufgrund einer mysteriösen Seuche. Alle bis auf Yorick, den letzten Mann, und sein Kapuzineräffchen Ampersand. Zwei Monate später kommt Yorick nach Washington, D.C., wo er seine Mutter, Mitglied des Repräsentantenhauses, trifft. Die neue Präsidentin kommandiert Agent 355 dew Culper Rings ab, um Yorick nach Boston zu eskortieren. Dort ist der letzte bekannte Aufenthaltsort der Genetikerin Dr. Mann. Die Hoffnung besteht, Mann sei in der Lage, Yorick zu studieren und die Gründe seines Überlebens zu entdecken, um so die Erde neu zu besiedeln. Drei Tage später wird Alter Tse'elon, die neue Oberbefehlshaberin des israelischen Generalstabs, über Yoricks Existenz informiert – und nimmt, mit einer ganz eigenen Agenda, die Suche nach dem letzten Mann auf Erden auf. Nachdem israelische Soldatinnen Dr. Manns Labor zerstören, reisen Yorick, Dr. Mann und Agentin 355 nach Kalifornien, wo sich Dr. Manns Ersatzlabor befindet. Yorick selbst ist jedoch eher mit dem Gedanken beschäftigt, seine Freundin Beth Deville zu finden, die sich auf einer Urlaubsreise im australischen Outback befindet.

### Cycles (#6–10)
Yorick, Agent 355 und Dr. Mann reisen mit einem Zug von Boston nach Los Angeles, wie in einem Roadmovie. Währenddessen treffen die unterschiedlichen politischen und persönlichen Ansichten der Charaktere aufeinander. In einem idyllischen Städtchen in Ohio müssen die Protagonisten unerwartet Halt machen. Yorick wird zum Objekt sexueller Begierden in einer eingeschlechtlichen Welt, als er von einer jungen Frau namens Sonia zärtlich verführt wird. Schließlich entdecken die drei Kompagnons ein düsteres Geheimnis hinter der idyllischen Fassade.

### One Small Step (#11–15)
Zwar ist Yorick der letzte Mann auf der Erde, aber nicht der letzte Mann im Sonnensystem. In Oldenbrook, Kansas, kommt es zwischen Yorick, 355 und Dr. Mann auf der einen Seite und einer israelischen Kommandotruppe auf der anderen Seite zu einem Wettlauf um zwei männliche ISS-Astronauten, die gezwungen sind, zur Erde zurückzukehren.

### Comedy & Tragedy (#16–17)
Eine von der Hauptstory unabhängige Kurzgeschichte zeigt eine Theatergruppe, die durch die USA reist und für ein paar Lebensmittel ihre Stücke aufführt. Sie hat es satt, Oberflächlichkeiten darzubieten, um damit die gutbürgerlichen Zuschauerinnen von ihrem männerlosen Leben abzulenken. Die Regisseurin, die davon überzeugt ist, dass Frauen auch ohne Männer das Fortbestehen der Menschheit sichern können, möchte ihre Ansicht in einem provokanten Stück namens „The Last Man“ verarbeiten.

### Safeword (#18–20)
In Allenspark, Colorado, konfrontiert eine ehemalige Culper-Ring-Agentin namens 711 die Hauptfigur Yorick mittels einer (von dem Marquis de Sade und Benjamin Franklin entwickelten) Verhörtechnik mit seiner Überlebenden-Schuld.
Dieser Arc wurde 2005 für den Eisner Award nominiert.

### Widow's Pass (#21–23)
Die Weiterreise von Yorick, 355 und Dr. Mann wird in Queensbrock von einer achtköpfigen Gruppe radikaler Föderalistinnen aufgehalten, die den Austritt des Staates Arizona aus den Vereinigten Staaten erklärt haben.

### Tongues of Flame (#24–25)
Yorick und seine Kompagnons erreichen endlich ihr (Zwischen-)Ziel Kalifornien. Yorick schleicht sich bei Nacht in eine nahe Kirche. Dort trifft er eine junge Frau namens Beth, mit der er eine kurze sexuelle Begegnung hat. Sodann werden die beiden Liebenden von Amazonen aufgeschreckt, die Yorick mit Hilfe seiner Illusionstricks verscheucht.

### Hero's Journey (#26)
Eine Hintergrundgeschichte über Yoricks Schwester Hero, die zeigt, wie Hero den Tag der Seuche erlebte, wie sie den Amazonen in die Hände fiel und wie sie schließlich an Schizophrenie erkrankte.

### Ring of Truth (#27–#31)
Dr. Mann entdeckt endlich die Ursache, warum Yorick und sein Kapuzineräffchen Ampersand die Seuche überleben konnten. Hero verfolgt und findet ihren Bruder. Ein neuer Gegenspieler schnappt sich ein entscheidendes Hilfsmittel zur Heilung der Menschheit.

### Girl on Girl (#32–35)
Yorick und seine Kolleginnen machen sich auf dem Weg, um Ampersand zurückzugewinnen. Sie treten einer zusammengewürfelten Crew von Schiffsfrauen bei, die Handel mit Australien betreiben. Yorick verliebt sich in die Schiffskapitänin und die Beziehung von Dr. Mann und 355 erhält eine neue Wendung.

### Boy Loses Girl (#36)
Die Hintergrundgeschichte über den Beginn der Liebe zwischen Beth Deville und Yorick Brown. Durch eine Aboriginal wird Beth in einen Traum versetzt, der sie davon überzeugt, dass Yorick noch am Leben ist.

### Paper Dolls (#37–39)
Yorick wird von einer Reporterin aufgefunden, während er seine Freundin Beth in Australien sucht. Die sensationslüsterne Journalistin schießt ein Nacktfoto vom letzten Mann. Derweil schießt Alter Tse'elon auf Yoricks Mutter, Secretary Brown und tötet sie vermutlich.
Dieser Arc wurde 2006 für den Eisner Award nominiert.

### The Hour of Our Death (#40)
Hero, Yoricks Schwester, überbringt Beth II. (aus „Tongues of Flame“ #24–25) einen Brief. Diese ist überraschend schwanger mit einem von Yorick gezeugten Kind. Schließlich tun sich beide zusammen und ziehen Richtung Kansas.

### Buttons (#41)
„Buttons“ ist eine Reise in die Vergangenheit von Agent 355, dem weiblichen Bodyguard von Yorick. Einige Einblicke in den Culper Ring und dessen Trainingsmethoden werden gewährt.

### 1,000 Typewriters (#42)
Erforscht wird die Vergangenheit, Gegenwart und Zukunft von Ampersand, dem verloren gegangenen Kapuzineräffchen. Die Odyssee des Tieres bis zu seiner Landung wird rekapituliert, ebenso wie das Kidnapping durch Toyota.

### Kimono Dragons (#43–46)
In Japan ist Ampersand in den Händen von Epiphany gelandet, einer ehemaligen kanadischen Sängerin, die jetzt Anführerin der Yakuza ist. Beim Versuch von Agent 355 und Yorick, das Tier zurückzuholen, werden sie von You verraten.

### The Tin Man (#47)
In verschiedenen Stationen wird die Vorgeschichte von Dr. Allison Mann erzählt: Die Entstehung ihres naturwissenschaftlichen Interesses in ihrer Kindheit, die Enttäuschung über ihren Vater, der eine Geliebte hat, die Enttäuschung ihrer ersten großen Liebe und schließlich der Versuch, ihren eigenen Klon auszutragen.

### Gehenna (#48)
Auf der Suche nach Yorick erreicht Alter Tse'elon den Bunker der Zwillinge. In einem Rückblick wird ihre Kindheit und ihr Aufstieg beim Militär beleuchtet.

### Motherland (#49–52)
In China werden Agent 355, Allison und Yorick von Toyota betäubt und zu Allisons Mutter und ihrem Vater gebracht. Auch er hat die Epidemie überlebt und es mehrmals geschafft, Klone seiner Tochter zu erzeugen. Davon überzeugt, dass alle Männer auf der Erde überflüssig sind, versucht er Yorick und sich zu töten.

### The Obituarist (#53)
Victoria, ehemals Supermodel und jetzt Totengräberin, nimmt die Prostituierte und Crossdresserin Bobbi bei sich auf. Beim Staatsbegräbnis der verstorbenen Abgeordneten Brown entdecken sie in einem Hinterhof Ratten, die eigentlich, viele Jahre nach der Epidemie, schon längst hätten ausgestorben sein müssen.

### Tragicomic (#54)
Um ein größeres Publikum zu erreichen, versucht Theaterregisseurin Edie (aus #16–17) einen Film zu drehen. Sie scheitert jedoch an künstlerischen Differenzen mit ihren Schauspielerinnen. Als ihr ein Comicheft in die Hände fällt, beginnt sie, selbst einen Comic zu entwerfen, um Sozialkritik an der weiblichen Gesellschaft zu üben. Der Comic trägt den Titel I am Woman und handelt von der letzten überlebenden Frau auf der Erde.

### Whys and Wherefores (#55–59)
In der Stadt des Lichts laufen die Handlungsstränge zusammen: Yorick trifft zum ersten Mal wieder auf seine Freundin Beth und Agent 355 öffnet sich endlich gegenüber Yorick. Zur gleichen Zeit finden und bedrohen die Israelis die beiden Kinder Vlad und Beth Junior. Alters Besessenheit, Yorick aufzuspüren, ist schließlich erfolgreich.

### Epilogue (#60)
60 Jahre später wird der zynische und gealterte Yorick im Élysée-Palast versteckt gehalten. Um ihn aufzuheitern, arrangiert seine Tochter ein Treffen mit einem 22-jährigen Yorick-Klon. Im Gespräch mit ihm erinnert sich Yorick an spätere Begegnungen mit den Hauptpersonen, bevor er aus dem Palast flieht.

## Veröffentlichungen
- Nachdrucke als US-Tradepaperback:

Y: The Last Man Vol. 1: Unmanned (beinhaltet #1–5, ISBN 1-56389-980-9)
Y: The Last Man Vol. 2: Cycles (beinhaltet #6–10, ISBN 1-4012-0076-1)
Y: The Last Man Vol. 3: One Small Step (beinhaltet #11–17, ISBN 1-4012-0201-2)
Y: The Last Man Vol. 4: Safeword (beinhaltet #18–23, ISBN 1-4012-0232-2)
Y: The Last Man Vol. 5: Ring of Truth (beinhaltet #24–31, ISBN 1-4012-0487-2)
Y: The Last Man Vol. 6: Girl on Girl (beinhaltet #32–36, ISBN 1-4012-0501-1)
Y: The Last Man Vol. 7: Paper Dolls (beinhaltet #37–42, ISBN 1-4012-1009-0)
Y: The Last Man Vol. 8: Kimono Dragons (beinhaltet #43–48, ISBN 1-84576-358-0)
Y: The Last Man Vol. 9: Motherland (beinhaltet #49–54, ISBN 1-4012-1351-0)
Y: The Last Man Vol. 10: Whys and Wherefores (beinhaltet #55–60, ISBN 1-4012-1813-X)
- Nachdrucke in deutscher Übersetzung (Panini Verlag):

Y – The Last Man Bd. 1: Entmannt (beinhaltet #1–5, ISBN 978-3-86607-352-4)
Y – The Last Man Bd. 2: Tage wie diese (beinhaltet #6–-10, ISBN 978-3-86607-353-1)
Y – The Last Man Bd. 3: Ein kleiner Schritt (beinhaltet #11–17, ISBN 978-3-86607-272-5)
Y – The Last Man Bd. 4: Offenbarungen (beinhaltet #18–23, ISBN 978-3-86607-354-8)
Y – The Last Man Bd. 5: Ring der Wahrheit (beinhaltet #24–31, ISBN 978-3-86607-488-0)
Y – The Last Man Bd. 6: Girl on Girl (beinhaltet #32–36, ISBN 978-3-86607-489-7)
Y – The Last Man Bd. 7: Extrablatt (beinhaltet #37–42, ISBN 978-3-86607-602-0)
Y – The Last Man Bd. 8: Japanische Nächte (beinhaltet #43–48, ISBN 978-3-86607-623-5)
Y – The Last Man Bd. 9: Mutterland (beinhaltet #49–54, ISBN 978-3-86607-790-4)
Y – The Last Man Bd. 10: Warum und Weshalb (beinhaltet #55–60, ISBN 978-3-86607-791-1)